# 75e cérémonie des Oscars
La 75e cérémonie des Oscars du cinéma eut lieu le 23 mars 2003, au Kodak Theatre de Hollywood. Steve Martin assura l'animation de la soirée.

## Palmarès
Les lauréats sont indiqués ci-dessous en premier de chaque catégorie et en gras.

### Meilleur film
Cet Oscar récompense les producteurs.
- Chicago — Martin Richards
  - Gangs of New York — Alberto Grimaldi et Harvey Weinstein
  - The Hours — Scott Rudin et Robert Fox
  - Le Seigneur des anneaux : Les Deux Tours — Barrie M. Osborne, Fran Walsh et Peter Jackson
  - Le Pianiste — Roman Polanski, Robert Benmussa et Alain Sarde

### Meilleur réalisateur
- Roman Polanski pour Le Pianiste (The Pianist)
  - Rob Marshall pour Chicago
  - Martin Scorsese pour Gangs of New York
  - Stephen Daldry pour The Hours
  - Pedro Almodóvar pour Parle avec elle (Hable con ella)

### Meilleur acteur
- Adrien Brody pour le rôle de Władysław Szpilman dans Le Pianiste (The Pianist)
  - Nicolas Cage pour les rôles de Donald et Charlie Kaufman dans Adaptation
  - Michael Caine pour le rôle de Thomas Fowler dans Un Américain bien tranquille (The Quiet American)
  - Daniel Day-Lewis pour le rôle de William Cutting dans Gangs of New York
  - Jack Nicholson pour le rôle de Warren Schmidt dans Monsieur Schmidt (About Schmidt)

### Meilleure actrice
- Nicole Kidman pour le rôle de Virginia Woolf dans The Hours
  - Salma Hayek pour le rôle de Frida Kahlo dans Frida
  - Diane Lane pour le rôle de Constance Sumner dans Infidèle (Unfaithful)
  - Julianne Moore pour le rôle de Cathy Whitaker dans Loin du paradis (Far from Heaven)
  - Renée Zellweger pour le rôle de Roxie Hart dans Chicago

### Meilleur acteur dans un second rôle
- Chris Cooper pour le rôle de John Laroche dans Adaptation
  - Ed Harris pour le rôle de Richard Brown dans The Hours
  - Paul Newman pour le rôle de John Rooney Les Sentiers de la perdition (Road to Perdition)
  - John C. Reilly pour le rôle de Amos Hart dans Chicago
  - Christopher Walken pour le rôle de Frank Abagnale Sr. dans Arrête-moi si tu peux (Catch Me If You Can)

### Meilleure actrice dans un second rôle
- Catherine Zeta-Jones pour le rôle de Velma Kelly dans Chicago
  - Kathy Bates pour le rôle de Roberta Hertzel dans Monsieur Schmidt (About Schmidt)
  - Queen Latifah pour le rôle de Mama Morton dans Chicago
  - Julianne Moore pour le rôle de Laura Brown dans The Hours
  - Meryl Streep pour le rôle de Susan Orlean dans Adaptation

### Meilleurfilm d'animation
- Le Voyage de Chihiro (Sen to Chihiro no kamikakushi)
  - L'Âge de glace (Ice Age)
  - Lilo & Stitch
  - Spirit, l'étalon des plaines (Spirit: Stallion of the Cimarron)
  - La Planète au trésor, un nouvel univers (Treasure Planet)

### Meilleur film étranger
- Nowhere in Africa (Nirgendwo in Afrika) de Caroline Link •  Allemagne
  - Le Crime du père Amaro (El Crimen del padre Amaro) de Carlos Carrera •  Mexique
  - Hero (Ying xiong) de Zhang Yimou •  République populaire de Chine
  - L'Homme sans passé (Mies vailla menneisyyttä) de Aki Kaurismäki •  Finlande
  - Zus & Zo de Paula van der Oest •  Pays-Bas

### Meilleure adaptation
- Ronald Harwood pour Le Pianiste (The Pianist)
  - Peter Hedges, Chris Weitz et Paul Weitz pour Pour un garçon (About a Boy)
  - Charlie Kaufman et Donald Kaufman pour Adaptation
  - Bill Condon pour Chicago
  - David Hare pour The Hours

### Meilleur scénario original
- Pedro Almodóvar pour Parle avec elle (Hable con ella)
  - Todd Haynes pour Loin du paradis (Far from Heaven)
  - Jay Cocks, Steven Zaillian et Kenneth Lonergan pour Gangs of New York
  - Nia Vardalos pour Mariage à la grecque (My Big Fat Greek Wedding)
  - Carlos Cuarón et Alfonso Cuarón pour Y tu mamá también

### Meilleure photographie
- Les Sentiers de la perdition (Road to Perdition) – Conrad L. Hall
  - Chicago – Dion Beebe
  - Gangs of New York – Michael Ballhaus
  - Loin du paradis (Far from Heaven) – Edward Lachman
  - Le Pianiste (The Pianist) – Pawel Edelman

### Meilleur montage
- Martin Walsh pour Chicago
  - Thelma Schoonmaker pour Gangs of New York
  - Peter Boyle pour The Hours
  - Michael Horton pour Le Seigneur des anneaux : Les Deux Tours (The Lord of the Rings: The Two Towers)
  - Hervé de Luze pour Le Pianiste (The Pianist)

### Meilleur mixage sonore
- Chicago – Michael Minkler, Dominic Tavella et David Lee
  - Gangs of New York – Tom Fleischman, Eugene Gearty et Ivan Sharrock
  - Le Seigneur des anneaux : Les Deux Tours (The Lord of the Rings: The Two Towers) – Christopher Boyes, Michael Semanick, Michael Hedges et Hammond Peek
  - Les Sentiers de la perdition (Road to Perdition) – Bob Beemer, Scott Millan et John Pritchett
  - Spider-Man – Kevin O'Connell, Greg P. Russell (en) et Ed Novick

### Meilleur montage sonore
- Le Seigneur des anneaux : Les Deux Tours (The Lord of the Rings: The Two Towers) – Ethan Van der Ryn, Michael Hopkins
  - Minority Report – Richard Hymns, Gary Rydstrom
  - Les Sentiers de la perdition (Road to Perdition) – Scott A. Hecker

### Meilleurs effets visuels
- Le Seigneur des anneaux : Les Deux Tours (The Lord of the Rings: The Two Towers)
  - Spider-Man
  - Star Wars, épisode II : L'Attaque des clones (Star Wars Episode II: Attack of the Clones)

### Meilleure direction artistique
- Chicago - John Myhre (direction artistique), Gordon Sim (décors)
  - Frida
  - Gangs of New York
  - Le Seigneur des anneaux : Les Deux Tours (The Lord of the Rings: The Two Towers)
  - Les Sentiers de la perdition (Road to Perdition) – Nancy Haigh et Dennis Gassner

### Meilleurs costumes
- Colleen Atwood pour Chicago
  - Julie Weiss pour Frida
  - Sandy Powell pour Gangs of New York
  - Ann Roth pour The Hours
  - Anna Sheppard pour Le Pianiste (The Pianist)

### Meilleur maquillage
- Frida – John E. Jackson et Beatrice De Alba
  - La Machine à explorer le temps (The Time Machine) – John M. Elliott Jr. et Barbara Lorenz

### Meilleure bande originale
- Frida – Elliot Goldenthal
  - Arrête-moi si tu peux (Catch Me If You Can) – John Williams
  - The Hours – Philip Glass
  - Loin du paradis (Far from Heaven) – Elmer Bernstein
  - Les Sentiers de la perdition (Road to Perdition) – Thomas Newman

### Meilleure chanson
- "Lose Yourself" pour 8 Mile
  - "Burn It Blue" pour Frida
  - "Father and Daughter" pour La Famille Delajungle : le film (The Wild Thornberrys Movie)
  - "The Hands That Built America" pour Gangs of New York
  - "I Move On" pour Chicago

### Meilleur documentaire
- Bowling for Columbine
  - Daughter from Danang
  - Prisoner of Paradise
  - Spellbound
  - Le Peuple migrateur

### Meilleur court métrage (prises de vues réelles)
- Der er en yndig mand
  - Fait d'hiver
  - J'attendrai le suivant...
  - Inja
  - Johnny Flynton

### Meilleur court métrage (documentaire)
- Twin Towers
  - The Collector of Bedford Street
  - Mighty Times: The Legacy of Rosa Parks
  - Why Can't We Be A Family Again?

### Meilleur court métrage (animation)
- The ChubbChubbs!
  - The Cathedral
  - Das Rad
  - La Nouvelle Voiture de Bob (Mike's New Car)
  - Le mont chef (Mt. Head)

### Oscar d'honneur
- Peter O'Toole

### Oscars scientifiques et techniques
Ces Oscars furent remis le 28 février 2003.
L'intégralité des gagnants est consultable ici (en) 
- 6 avancés reçurent un Oscar de la contribution technique sous forme de certificat.
- 4 innovations reçurent un Oscar scientifique et d'ingénierie sous forme de plaque.
- Les lauréats de l'Oscar du mérite pour leur contribution basique et fondamentale à l'industrie :
  - Alias/Wavefront pour le développement des animations 3D avec le logiciel Autodesk Maya.
  - Arri et Panavision pour leurs continuels développements des caméras spécifiquement utilisés pour le cinéma.

#### John A. Bonner Medal of Commendation
- Curt R. Behlmer
- Richard Glickman

## Statistiques

### Nominations multiples
- 13 : Chicago
- 10 : Gangs of New York
- 9 : The Hours
- 7 : Le Pianiste
- 6 : Le Seigneur des anneaux : Les Deux Tours, Frida, Les Sentiers de la perdition (Road to Perdition)
- 4 : Adaptation, Loin du paradis
- 2 : Parle avec elle, Monsieur Schmidt, Arrête-moi si tu peux (Catch Me If You Can), Spider-Man

### Récompenses multiples
- 6 / 13 : Chicago
- 3 / 7 : Le Pianiste
- 2 / 6 : Le Seigneur des anneaux : Les Deux Tours
- 2 / 6 : Frida

### Les grands perdants
- 1 / 9 : The Hours
- 1 / 6 : Les Sentiers de la perdition (Road to Perdition)
- 1 / 4 : Adaptation
- 1 / 2 : Parle avec elle
- 0 / 10 : Gangs of New York
- 0 / 4 : Loin du paradis